# 유조 (제남간왕)
제남간왕 유조(濟南簡王 劉錯, ? ~ 103년)는 후한 중기의 황족·제후왕이다.

## 생애
영원 9년(97년), 아버지 안왕의 뒤를 이어 제남왕에 봉해졌다.
유조는 태자 시절에 안왕의 기녀 송윤(宋閏)을 사랑했다. 제남왕이 된 후 의원 장존(張尊)을 시켜 송윤을 불러오게 하였는데, 장존이 실패하자 노하여 그를 찔러 죽였다. 국상이 이를 조정에 고변하였으나, 화제는 수사를 금하고 사건을 덮었다.
영원 15년(103년)에 죽어 시호를 간이라 하였고, 아들 유향이 작위를 이었다.

## 출전
- 범엽, 《후한서》 권4 효화효상제기·권42 광무십왕열전

## 가계
- 제남안왕 유강 (아버지)
  - 동무성후 유덕(東武城侯 劉德) (형제)
  - 제남간왕 유조
    - 제남효왕 유향 (아들)
    - 제남희왕 유현 (아들)
    - 아들 3명

  - 유독(劉篤) (동생)
  - 동생 7명

| 선대 아버지 제남안왕 유강 | 후한의 제남왕 97년 - 103년 7월 병인일 | 후임 아들 제남효왕 유향 |